# Chúc Phàm Cương
Chúc Phàm Cương (giản thể: 祝钒刚; phồn thể: 祝釩剛; bính âm: Zhù Fán Gāng; tên tiếng Anh: Jacky Chu) là một diễn viên người Đài Loan và là cựu thành viên nhóm nhạc 183 Club.

## Sự nghiệp âm nhạc
Chúc Phàm Cương tham gia cuộc thi New Talent Singing Awards - Vòng loại Vancouver năm 1998 và giành chiến thắng. Anh sau đó đã đại diện cho Vancouver ở vòng chung kết quốc tế và dừng lại ở vị trí Á quân đầu tiên. Sau khi hoàn thành việc học ở trường, anh chuyển đến Đài Loan để tiếp tục sự nghiệp ca hát và ký hợp đồng với hãng Universal Music Đài Loan. Anh phát hành album solo có tên gọi "Telling" (告解) năm 2003, tuy nhiên album này không bán được bao nhiêu đĩa và Jacky phải chấm dứt hợp đồng với hãng thu âm. Năm 2005, anh được công ty Warner Music Đài Loan ký hợp đồng và gắn bó với bộ năm thanh nhạc nam là 183 Club.

## Bị trục xuất khỏi nhóm 183 Club
Ngày 9 tháng 6 năm 2007, có báo cáo rằng Chúc Phàm Cương bị đuổi khỏi nhóm 183 Club lẫn công ty quản lý do hình tượng của Jacky bị phá vỡ bởi thói quen nghiện tiệc tùng thâu đêm và đời sống tình ái cuồng loạn. Quản lý của nhóm 183 Club là ông Tôn Đức Vinh (孫德榮) xác nhận việc trục xuất vả phát biểu: "183 Club là một nhóm; nó không thuộc về một cá nhân riêng lẻ. Tôi biết chưa từng có tiền lệ nào trước đây [về việc đuổi thành viên khỏi nhóm nhạc] trong ngành giải trí [Đài Loan], nhưng vì điều tốt đẹp cho mọi người, chỉ giới hạn khối lượng công việc của anh ấy thôi là chưa đủ. Kể từ đây tôi trực tiếp đuổi anh ta ra khỏi nhóm 183 Club." ("183 Club是團隊，不是哪一個人的，我知道在演藝圈沒這個先例，但為了大家好，光是冷凍他也不行，我直接踢他出183 Club。")

## Danh sách đĩa nhạc

### Album
- 告解 (tháng 11 năm 2002)

## Danh sách phim đã đóng

### Phim truyền hình
- TTV/SETTV: Phép màu (2006)
- TTV: Hoàng tử Ếch (2005)
- Thăng Không Cao Phi 升空高飛 (2004)
- CTS/SETTV: Áo Cưới Thiên Quốc (2004)